# Cliona lisa
Cliona lisa är en svampdjursart som beskrevs av Cuartas 1991. Cliona lisa ingår i släktet Cliona och familjen borrsvampar.
Artens utbredningsområde är havet utanför Argentina. Inga underarter finns listade i Catalogue of Life.